# 2002년 아시안 게임 축구 선수 명단
다음은 2002년 아시안 게임 축구 선수 명단이다.